# Cyphostemma eminii
Cyphostemma eminii är en vinväxtart som först beskrevs av Ernest Friedrich Gilg, och fick sitt nu gällande namn av Descoings. Cyphostemma eminii ingår i släktet Cyphostemma och familjen vinväxter. Inga underarter finns listade i Catalogue of Life.